# 富国银行账户欺诈丑闻
富国银行账户欺诈丑闻是指富国银行集团在未經客户同意的情况下创建数百万储蓄和支票账户從而引发的争议。2016年底，包括消費者金融保護局在内的多个监管机构对富國集團处以总计1.85 亿美元的罚款。截至2018年底，富國集團還面临额外的民事和刑事诉讼。
富国银行的客户在得知自己需要繳納額外费用并收到並非出於自願的借记卡以及信用卡和信用额度后才开始注意到富國集團未經自己同意就私自幫自己開設賬戶。一開始大家以為這只是富国银行分行员工和经理的個別行為。後來人們發現原來是富國集團上级管理层要求下面員工私自幫客戶開設賬戶。